# 나이트로벤즈알데하이드
나이트로벤즈알데하이드(영어: nitrobenzaldehyde)는 다음의 세 가지 이성질체들 중 하나를 지칭할 수 있다.
- 2-나이트로벤즈알데하이드
- 3-나이트로벤즈알데하이드
- 4-나이트로벤즈알데하이드

| 계통명       | 2-나이트로벤즈알데하이드 | 3-나이트로벤즈알데하이드 | 4-나이트로벤즈알데하이드 |
| ------------ | ------------------------ | ------------------------ | ------------------------ |
| 관용명       | o-나이트로벤즈알데하이드 | m-나이트로벤즈알데하이드 | p-나이트로벤즈알데하이드 |
| 구조식       |                          |                          |                          |
| CAS 등록번호 | 552-89-6                 | 99-61-6                  | 555-16-8                 |
모든 이성질체는 분자량이 151.12 g/mol이며, 화학식이 C7H5NO3이다.

## 같이 보기
- 나이트로벤조산

| Disambiguation icon | 이 문서는 명칭이 같은 여러 화합물을 연결하는 색인 문서입니다. |